# Alberto Ghibellini
Alberto Ghibellini (Genova, 12 giugno 1973) è un pallanuotista italiano, vincitore di una medaglia di bronzo ai giochi olimpici di Atlanta 1996.
Figlio d'arte, il padre Alessandro è stato un giocatore della Pro Recco e della nazionale italiana. Debutta nella Rari Nantes Bogliasco, per poi proseguire alla Rari Nantes Savona, dove conquista la Coppa Italia ed è vicecampione d'Italia. Terminerà la sua carriera nella Pro Recco, dove conquista uno scudetto, una Coppa dei Campioni ed una Supercoppa LEN, oltre a disputare un'altra finale scudetto. Con la nazionale disputa 270 gare e conquista - oltre al bronzo olimpico - la medaglia d'oro ai campionati europei di Vienna nel 1995 e quella di bronzo nel 1999 a Firenze.